# Roel van Sintmaartensdijk
Roel van Sintmaartensdijk (Zuidland, 8 maggio 2001) è un ciclista su strada olandese che corre per il team Intermarché-Wanty.

## Palmarès

### Strada
- 2019 (Juniores, una vittoria)

1ª tappa Oberösterreich Juniorenrundfahrt (Ansfelden > Marchtrenk)
- 2023 (Circus-ReUz-Technord, due vittorie)

1ª tappa Tour de Bretagne (Piré-sur-Seiche > Châteaugiron)

#### Altri successi
- 2021 (VolkerWessels Cycling Team)

1ª tappa Okolo Jižních Čech (Jindřichův Hradec, cronosquadre)
- 2022 (VolkerWessels Cycling Team)

Classifica giovani Olympia's Tour
Omloop van Valkenswaard
Omloop van de Braakman
Omloop der Kempen
- 2023 (Circus-ReUz-Technord)

Brussel-Opwijk

## Piazzamenti

### Grandi Giri
- Giro d'Italia

2024: 104º
- Tour de France

2025: 156º

### Classiche monumento
- Giro delle Fiandre

2025: ritirato
- Parigi-Roubaix

2025: 85º

### Competizioni mondiali
- Campionati del mondo

Glasgow 2023 - Cronometro Under-23: 21º
Glasgow 2023 - In linea Under-23: 54º